# 덕숙옹주 이씨
덕숙옹주 이씨(德淑翁主 李氏, ? ~ ?)는 조선 태종의 후궁이다.

## 생애
태종의 후궁으로 가족 관계 및 본관 등에 대해서는 전하는 바가 없다.
《태종실록》 7년(1407년) 음력 11월 2일에 ‘덕숙옹주(德淑翁主)’에 책봉된 사실 외에는 기록이 전무하여 상세한 행적은 알 수가 없다.
일부 대중 역사서에는 덕숙옹주가 태종과의 사이에서 후령군과 숙순옹주를 낳았다고 서술되어 있는데, 이에 대한 역사적 근거를 전혀 찾을 수 없다. 후령군의 경우 《선원록》, 《선원계보》에는 ‘최씨(崔氏)’가, 《조선왕조실록》에는 ‘이씨(李氏)’가 낳았다고 기록되어 있으며, 덕숙옹주 본인의 묘비에는 《숙의 이씨(淑儀李氏)》가 낳았다고 기록되어 있다. 숙순옹주의 경우는 《선원록》, 《선원계보》 등에 ‘이씨(李氏)’가 낳았다는 기록이 있다. 실제로 《선원록》과 《선원계보》 두 사서 모두에 후령군과 숙순옹주의 어머니가 다르게 기록되어 있는 점을 미루어 보면, 이 둘은 동복 남매간이 아닐 확률이 더 높다고 추측할 수 있다.

## 가족 관계
- 남편 : 태종 이방원